# Tricholoma colossus
Tricholoma colossus es un hongo basidiomiceto de la familia Tricholomataceae. Es un hongo escaso, y sólo habita en bosques de coníferas. Su seta, comestible, aunque de carne dura y algo difícil de digerir, aflora en otoño, generalmente en grupos. Su basónimo es Agaricus colossus Fr. 1838. Su epíteto específico, colossus, significa "colosal, gigante", y hace referencia al gran tamaño de su seta.

## Descripción
Su seta presenta un sombrero de entre 20 y 25 centímetros de diámetro, con tonalidades parduzcas y rojizas. En ejemplares jóvenes es semiesférico y carnoso, y presenta el borde enrollado. Conforme madura, se va aplanando aunque el borde se sigue curvando del mismo modo. El pie es ligeramente bulboso, y mide unos 4 centímetros de diámetro y entre 6 y 10 centímetros de altura. Tiene una coloración similar a la del sombrero, excepto en una banda clara que presenta en la zona más cercana a este. Su carne es blanca, y toma coloración rojiza al corte. Las láminas son adnatas, estrechas y tupidas, de color claro, presentando frecuentemente manchas rojizas. La esporada es blanca.